# Teufen
Pour la localité du canton de Zurich, voir Freienstein-Teufen.
Teufen est une commune suisse du canton d'Appenzell Rhodes-Extérieures.

## Géographie

Vue aérienne de 400 m par Walter Mittelholzer (1923)

La commune de Teufen s'étend sur 15,24 km2.

## Démographie
Teufen compte 6 438 habitants au 31 décembre 2022 pour une densité de population de 422 hab/km2. Sur la période 2010-2019, sa population a augmenté de 10,7 % (canton : 4,6 % ; Suisse : 9,4 %).  

## Culture et patrimoine

### Héraldique
| Blason | Blasonnement : Coupé d'argent à l'ours passant de sable, lampassé de gueules, et d'azur à la lettre T majuscule d'or en caractère gothique. |

### Personnalités
- Conrad Zellweger